# Juni 2019
Dit artikel geeft een chronologisch overzicht van de belangrijkste gebeurtenissen per dag in de maand juni van het jaar 2019.

## Gebeurtenissen

### 1 juni
- Tottenham Hotspur en Liverpool spelen de finale van de Champions League. Liverpool wint met 2-0.

### 2 juni
- Walter Lübcke, regionaal politicus in Kassel bij de partij CDU, wordt in zijn tuin van dichtbij door het hoofd geschoten en sterft. De dader, neonazi Stephan E., nam het hem kwalijk dat hij het opnam voor vluchtelingen.[1]
- Richard Carapaz wint als eerste Ecuadoriaan ooit de Ronde van Italië.[2]

### 5 juni
- Bij de parlementsverkiezingen in Denemarken winnen de sociaaldemocraten, onder leiding van Mette Frederiksen.

### 6 juni
- Nederland verslaat Engeland in de halve finale van de Nations League met 3-1.

### 7 juni
- Het wereldkampioenschap voetbal voor vrouwen gaat van start in gastland Frankrijk.

### 9 juni
- Rafael Nadal wint voor de twaalfde keer in zijn carrière het tennistoernooi Roland Garros.
- In Hongkong protesteren honderdduizenden mensen tegen een wetsvoorstel waarmee verdachten aan het vasteland van China kunnen worden uitgeleverd om daar berecht te worden.

### 11 juni
- In Scheveningen wordt het eerste vaatje Hollandse Nieuwe geveild voor een recordbedrag van 95.500 euro. De veiling betekent traditiegetrouw de aftrap van het nieuwe haringseizoen in Nederland.

### 15 juni
- Referendum op de Noordelijke Salomonseilanden over onafhankelijkheid van Papoea-Nieuw-Guinea.

### 19 juni
- Het Joint Investigation Team maakt bekend dat het aanhoudingsbevelen uitgevaardigd heeft voor vier personen die worden verdacht van het neerhalen van vlucht MH17 en de moord op de 298 inzittenden.(Wikinieuws)

### 24 juni
- Milaan en Cortina d'Ampezzo krijgen de Olympische Winterspelen 2026 toegewezen. De Italiaanse steden winnen het van Stockholm en Åre.[3]
- Paolo Scaroni en Steven Zhang, voorzitters van respectievelijk AC Milan en Internazionale, kondigen aan dat het Stadio Giuseppe Meazza (beter bekend als San Siro) gesloopt zal worden.[4]

### 27 juni
- In Den Haag wordt het Museum Sophiahof officieel geopend door koning Willem-Alexander.[5]

### 28 juni
- De laatste resten van de Morandibrug, die in augustus 2018 grotendeels instortte, worden gecontroleerd opgeblazen.[6]
- In Gallargues-le-Montueux, in het departement Gard, wordt een temperatuur gemeten van 45,9 °C, de hoogste temperatuur die ooit werd gemeten in Frankrijk.

## Overleden
← · januari · februari · maart · april · mei · juni · juli · augustus · september · oktober · november · december ·  →